# Макунін Анатолій Іванович
Анатолій Іванович Макунін (1931, місто Галич, тепер Костромської області, Російська Федерація — 1995?) — радянський військовий діяч, генерал-лейтенант, начальник Політуправління Московського військового округу. Депутат Верховної Ради УРСР 11-го скликання.

## Біографія
З 1949 року служив у Радянській армії.
Член КПРС з 1954 року.
Закінчив Ленінградський державний університет імені Жданова і Військово-політичну академію імені Леніна.
Довгий час був на військово-політичній роботі в Ленінградському і Уральському військових округах.
У 1984—1987 роках — член Військової Ради — начальник Політичного управління Південної групи військ.
У червні 1987 — квітні 1991 року — член Військової Ради — начальник Політичного управління Червонопрапорного Московського військового округу.
Потім — у відставці в місті Москві.

## Звання
- генерал-майор
- генерал-лейтенант

## Нагороди
- ордени
- медалі